# Војислав Вељковић
Војислав С. Вељковић (Београд, 17. октобар 1865 — Београд, 28. јануар 1931) је био српски политичар, професор и правник. Неко време је био професор административног права на београдској Великој школи и више пута министар. У почетку је припадао Либералној а касније Демократској странци. Био је председник београдске општине за време аустроугарске окупације у Првом светском рату од краја 1916. до 1917. године.

## Биографија
Рођен је 17. октобра 1865. у Београду. Син је Стојана Вељковића, доктора права, експерта за римско и кривично право на Београдском Лицеју и једног од вођа Либералне странке у 19. веку.
Следећи очев пример, докторирао је на Сорбони 1893. године са тезом о трговачким уговорима.
После оснивања Краљевине Србије, Народна странка се са Самосталном радикалном странком и чланицама Хрватско-српске коалиције ујединила у Демократску странку.
У периоду 1886–1889 је био професор административног права на београдској Великој школи. Аутор је уџбеника „Однос између судске и административне власти у држави”.
У почетку је припадао Либералној странци. Године 1899. је лични секретар краља Александра Обреновића, али је дао оставку на то место као чин протеста због краљеве планиране женидбе Драгом Машин.
Више пута је био министар. После Мајског преврата кратко време је био министар финансија у влади Јована Авакумовића. Либерална странка се после доласка Петра Карађорђевића на престо поделила и у Националну странку коју је предводио Стојан Рибарац и Либерално-демократску странку коју је предводи Вељковић. Обе странке су се 1904. године удружиле под називом Народна странка.
Од краја 1916. до 1917. био је председник Београдске општине.
У саставу прве послератне владе Стојана Протића од 7. априла до 16. августа 1919. био је министар трговине и индустрије. Након што је 16. августа 1919. регент Александар Карађорђевић предао премијерски мандат Љуби Давидовићу, оснивачу Демократске странке, био је министар финансија. Бавио се припремањем реформе монетарног система и валутне реформе.
На челу Министарства финансија 26. јануара 1920. је потписао уговор по коме је од 1. фебруара 1920. ступио на снагу Закон о Народној банци Краљевине СХС, којим је Народна банка постала емисиона установа и преузела вођење монетарне политике. Министарство финансија је у то време штампало јединствену новчаницу под називом динар, која је на обе стране имала ознаку вредности у крунама, по паритету један динар четири круне.
Влада чији је министар финансија био, смењена је 26. фебруара 1920. Након тога, једно време је био председник Финансијског одбора југословенске Скупштине, а затим се повукао из јавног живота.